# جبل أبو حريص
جبل أبو حريص عبارة عن جبل بركاني خامد يقع غرب السعودية، ويقع تحديداً في حرة كشب الواقعة بين منطقتي المدينة المنورة ومكة المكرمة. يبلغ ارتفاع الجبل نحو 1431 م.